# Varanus melinus
Varanus melinus es una especie de escamoso de la familia Varanidae.

## Distribución geográfica
Es endémica de las islas Sula y las islas Obi (Indonesia).